# Takaji Wachi
Takaji Wachi (和知 鷹二, Wachi Takaji) (1er février 1893 - 30 octobre 1978) est un général de l'armée impériale japonaise spécialiste de la Chine. Après la Seconde Guerre mondiale, il est condamné à 6 ans de travaux forcés à la prison de Sugamo.

## Biographie
Né dans la préfecture de Hiroshima, Wachi sort diplômé de la 21e promotion de l'académie de l'armée impériale japonaise en 1914 et de la 34e promotion de l'école militaire impériale du Japon en 1922. Il se spécialise sur la Chine est apprend à parler couramment le chinois. Il est affecté comme attaché militaire dans le sud de la Chine de 1925 à 1927, comme officier résident à Jinan de 1928 à 1929, comme officier d'État-major de l'armée japonaise du Guandong de 1931 à 1932, comme officier résident à Canton de 1932 à 1934, et comme chef de l'agence spéciale de Taiyuan de 1935 à 1936. Wachi encourage les seigneurs de la guerre de Chine du sud, en particulier dans la province du Guangxi, à se révolter contre le gouvernement kuomintang de Tchang Kaï-chek basé à Nankin. Ses cibles principales sont Li Zongren et Bai Chongxi, mais ses efforts pour créer un État collaborationniste dans le sud de la Chine se soldent par un échec.
Wachi est promu colonel en 1937 et est affecté à l'armée du Guandong durant la bataille de Shanghai. Certains historiens pensent qu'il serait l'un des principaux instigateurs de l'incident du pont Marco Polo du 1er juillet 1937. Il reste en Chine quand la seconde guerre sino-japonaise éclate en 1937 et est affecté à l'État-major de l'armée japonaise de garnison de Chine. Wachi essaie d'ouvrir des négociations avec les Chinois et mettre fin à la guerre, tout en tentant d'entrer en contact avec le général He Yingqin, chef d'État-major de l'armée nationale révolutionnaire, par l'intermédiaire d'un agent chinois en 1938, mais ces efforts sont des échecs.
Wachi est transféré à Taïwan en 1938, puis revient au Japon où il est affecté à l'État-major de l'armée impériale japonaise de 1938 à 1939. Il retourne en Chine de 1939 à 1940 dans l'État-major de l'armée expéditionnaire japonaise de Chine centrale. Promu major-général en 1940, il revient à Taïwan en 1941 comme chef d'État-major de l'armée japonaise de Taïwan, tout en commandant en même temps la division de recherche qui a pour but d'étudier la topographie militaire de l'Asie du Sud-Est.
En février 1942, Wachi est transféré pour devenir chef d'État-major de la 14e armée régionale aux Philippines et participe à l'assaut final sur la forteresse américaine de l'île de Corregidor. Il est promu lieutenant-général en 1943. En mars 1944, il devient chef d'État-major du groupe d'armées expéditionnaire japonais du Sud puis de la 35e armée et combat à Leyte en novembre.
Wachi est rappelé au Japon après la perte des Philippines aux Alliés en  1945 et est affecté à la tête de la police militaire kenpeitai à Hiroshima, une rétrogradation conséquente. Il se retire du service militaire actif en 1945.
Après la reddition du Japon, Wachi est arrêté par les autorités d'occupation américaines et accusé de crime de guerre pour ses actions dans l'armée japonaise aux Philippines. Il est jugé par un tribunal militaire à Yokohama et condamné à six ans de travaux forcé à la prison de Sugamo. Il est libéré en conditionnel en 1950.